# Megalostylodes
Megalostylodes är ett släkte av skalbaggar. Megalostylodes ingår i familjen vivlar.
Kladogram enligt Catalogue of Life:
| Megalostylodes | \| \| Megalostylodes hirsutus \| \| \| \| |
|                | \| \| Megalostylodes hirsutus \| \| \| \| |
|                | Megalostylodes hirsutus                   |
|                |                                           |